# Cô gái trong lưới nhện ảo
Cô gái trong lưới nhện ảo (tiếng Anh: The Girl in the Spider's Web) là phim điện ảnh thuộc thể loại tội phạm kịch tính của Mỹ. Phim được phát hành năm 2018; do Fede Álvarez làm đạo diễn; Steven Knight, Álvarez và Jay Basu làm biên kịch. Đây là tác phẩm dựa trên cuốn tiểu thuyết cùng tên của David Lagercrantz.

## Phân vai
- Claire Foy trong vai Lisbeth Salander, một tin tắc khét tiếng, từng bị bạo hành tâm lý và bạo hành tình dục.
- Sverrir Gudnason trong vai Mikael Blomkvist, một phóng viên tờ báo Millennium và là người tình kim cộng sự của Lisbeth.
- LaKeith Stanfield trong vai Edwin Needham, một chuyên gia bảo mật NSA.
- Sylvia Hoeks trong vai Camilla Salander, em gái của Lisbeth.
- Stephen Merchant trong vai Frans Balder, cựu nhân viên NSA, người đã phát triển phần mềm Firefall.